# Safehouse Records
Safehouse Records foi uma gravadora Americana, criada pelos cantores Demi Lovato, Nick Jonas e o empresário deles Phil McIntyre. Anunciado em 26 de Maio de 2015, o objetivo deles foi "colocar artistas no controle de sua arte, proporcionando-lhes as melhores ferramentas para administrar as suas carreiras". O primeiro álbum oficial lançado a partir do rótulo foi o quinto álbum de estúdio de Demi Lovato, Confident (2015), seguido por Nick Jonas X2, o re-lançamento do álbum homônimo  de estréia de Nick Jonas. Em 15 de dezembro de 2015, anunciou a gravadora assinou um acordo conjunto com a Universal Music Publishing Group, e também deu boas vindas a Chord Overstreet para um acordo de publicação, como parte do Safehouse Publishing. Em meados de 2018, Demi Lovato rompeu seus laços com Nick Jonas e Phil McIntyre que resultou o fim do selo fonográfico. 

## Artistas
- Demi Lovato
- Nick Jonas
- Chord Overstreet

## Álbuns lançados por Safehouse
- Confident – Demi Lovato (2015)
- Nick Jonas X2 – Nick Jonas (2015)
- Last Year Was Complicated[4] – Nick Jonas (2016)
- Tell Me You Love Me - Demi Lovato (2017)

## References
1. ↑  Perricone, Kathleen (26 de maio de 2015). «Demi Lovato and Nick Jonas Announce Their Own Label, Safehouse Records». United Press International. Consultado em 19 de outubro de 2015
2. ↑  «Demi Lovato anuncia lançamento de novo selo de gravadora com Nick Jonas». Jovem Pan. 26 de maio de 2015. Consultado em 6 de junho de 2016
3. ↑  «Demi Lovato, Nick Jonas Ally With Universal Music Publishing Group in New Signing, Joint Venture». Billboard. 15 de dezembro de 2015. Consultado em 20 de dezembro de 2015
4. ↑  Warner, Sam (24 de março de 2016). «Nick Jonas reveals new album title Last Year Was Complicated, along with release date and tracklist». Digital Spy. Hearst Corporation. Consultado em 24 de março de 2016